# Caojiang
Caojiang (chiń. trad. 操江; pinyin Cāojiāng; starsze transkrypcje, spotykane w literaturze: Ts’ao Chiang) – chińska kanonierka z końca XIX wieku. Drugi okręt zwodowany w stoczni Jiangnan w Szanghaju, w czasie wojny chińsko-japońskiej zdobyty przez Japończyków, służył później we flocie japońskiej jako Sōkō.
Drewniana (lub ze szkieletem stalowym) kanonierka, o wyporności 640 (600) ton, o mieszanym, parowo-żaglowym napędzie. Miała pojedynczą maszynę parową z kotłami cylindrycznymi, napędzającą jedną śrubę i dwa maszty z pełnym ożaglowaniem.
Zbudowana pierwotnie dla floty Nanyang, służyła na Jangcy do 1872, kiedy została przejęta przez Li Hongzhanga na rzecz zarządzanej przez niego prowincji Zhili. W 1881 stanowiła jeden z pierwszych okrętów tworzonej przez niego Floty Beiyang, służąc jako okręt patrolowy i jacht gubernatorski.
Na początku wojny chińsko-japońskiej eskortując transportowce wojska do Korei, natknęła się na trzy nowoczesne japońskie krążowniki w czasie bitwy pod Pungdo. Dowódca okrętu, trzeźwo oceniwszy szanse, poddał się bez strzału krążownikowi „Akitsushima”. Wcielona do służby japońskiej jako „Sōkō”, ok. 1898 została przezbrojona w dwie armaty Armstronga kal. 76 mm. Skreślona z listy floty w 1902, została ostatecznie rozebrana w 1904.